# جميلة العلايلي
جميلة العلايلي (20 مارس 1907 - 11 أبريل 1991)، أديبة وشاعرة مصرية، ولدت في المنصورة بدلتا النيل لتنتقل بعدها إلى القاهرة، بعدما استقبل شعرها استقبالا طيبا من الدكتور أحمد زكي أبو شادي - رائد أبولو - والدكتور إبراهيم ناجي وعلي الجندي والدكتور زكي مبارك والدكتور محمد مندور وصالح جودت وغيرهم من النقاد، إضافة لتترددها على الصالونات الأدبية، ودار الأوبرا المصرية، تأثرت كتاباتها بمدرسة أبوللو، وبأدب مي زيادة، وفي ذلك قالت عن نفسها:
والشاعرة جميلة العلايلي لها جملة من الدواوين المنشورة تكتب لها منزلة فريدة في حياتنا الشعرية المعاصرة، كما أن مقالاتها الشهرية في مجلتها الأهداف (1949 / 1975) التي تهدف فيها إلى الإصلاح والتذكير بالقيم والمثل وتناول قضايا الأخلاق والآداب ومنزلة الأمومة ولها أيضا عديد من الروايات الطويلة التي يمتزج فيها السرد القصصي مع الشعر. أنشأت مجلة تسمى (الأهداف) في أواخر الأربعينات مع الأستاذ سيد ندا.

## نماذج من أشعار «جميلة العلايلي»
نماذج من أشعارها:

### من قصيدتها (حب المحال)
بديوان صدى أحلامي 1936م، ص 6، 7:

سلني مليك عواطفي المحبوبـا.. سَلْني عن الحُبِّ المُذِيب قُلوبا

حب «المحال» أصابَ مَعْقِل مهجتي.. فعرَفتُ فيه الصَفْو والتَّعْذيبا

يا حسرةً تُفني منــاهِلَ رغبــتي.. يا نزعةً تُحيي الفؤادَ طَرُوبا

إنِّـى أراه مـع الظلام كأنــَّه.. طيفٌ يلوح مع الحياةِ غريبــا

ويطوف بي شجْوُ الحنيـنِ كأنَّــني.. أفْنَيْتُ عُمرَ المُغرمين نحيبـا

لو أنَّ أحزاني تُطيع مدامعــي.. لرأيتَ دَمْعي في القريضِ صَبيبا

لو أنَّ بحر الحبِّ يأخذ مسرفاً.. ماءَ المَدَامعِ ما شكوْتُ سُكُوبـا

لو أنَّ ذاتكَ ما أرُوم وأبْتَغِـي.. مِنْ كُلِّ قلبٍ ما رجَوْتُ حَبيبــا

لكنَّني أهوى الفُنون لأنَّهــا.. تحْيا بمِشْكاةِ الخُلُودِ لَهِيبَـا

وأظلُّ أُفْتَن بالمُحَال لأنَّه.. رُوحُ الكمالِ فهل عَشِقْتُ عَجِيبَا

### من قصيدتها (الليل)
بديوان (نبضات شاعرة 1981م) ص160-161 :

باللهِ، يا ليلُ لا تسمع لأتراحـي.. فكم حنوتُ على مُضْنَى ومُلْتَـاحِ

باللهِ، قل لي: هل عيناك قد فُتِحَـتْ.. على جريحٍِ تمنَّى كفَّ جــرَّاحِ

أشكو لنفسيَ من هَــمٍّ يُؤرِّقني.. والنَّاسُ في ليلِهم هاموا بأفـراحِ

هذا يسامر حسناءَ على حِـدَةٍ.. ما بين نايٍ، ومزمَارٍ، وأقـداحِ

خالٍ من الهَمِّ لا يشكو لها أبــداً.. إلا الصَّبابةَ في جَهرٍ وإفصَــ، ـاحِ

وذاك في نومه قد غُطَّ تحسَبُــهُ.. من الصَّباحِ على وعْدٍ لـصدَّاحِ

وأنتَ، يا ليلُ، ترعاني على حِدَةٍ.. ما أطْوَلَ الليلَ للمحرومِ يا صاحِ

أشكو إلى الله قلباً صاحياً أبـداً.. يا ليته مثل غيري ليس بالصَّاحـي

### من قصيدتها (قلب غريب)
بديوانها صدى إيماني 1976م:

رباه قلبي صاد كيف أرويـه.. من ذا يهدهد ما فيه ويسقيـه؟

صوت الجحود يرن اليوم في أذني.. لولا الإباء لرحت اليوم أحكيـه 

قد بات قلبي غريبا في محبته.. حب طهور فهل من ثم يدريـه؟

وقد غدوت وحالي في الورى عجـب.. وليس في الحب ما أخشى فأخفيــه

أسائل الله عن قلبي ليلهمـني.. إن كنت أحيا به أو لا فأرثيه؟

## مجلة الأهداف
أنشأت جميلة العلايلي مجلة تسمى (الأهداف) في أواخر الأربعينات مع الأستاذ سيد ندا وكانت تشارك فيها بالمقالات

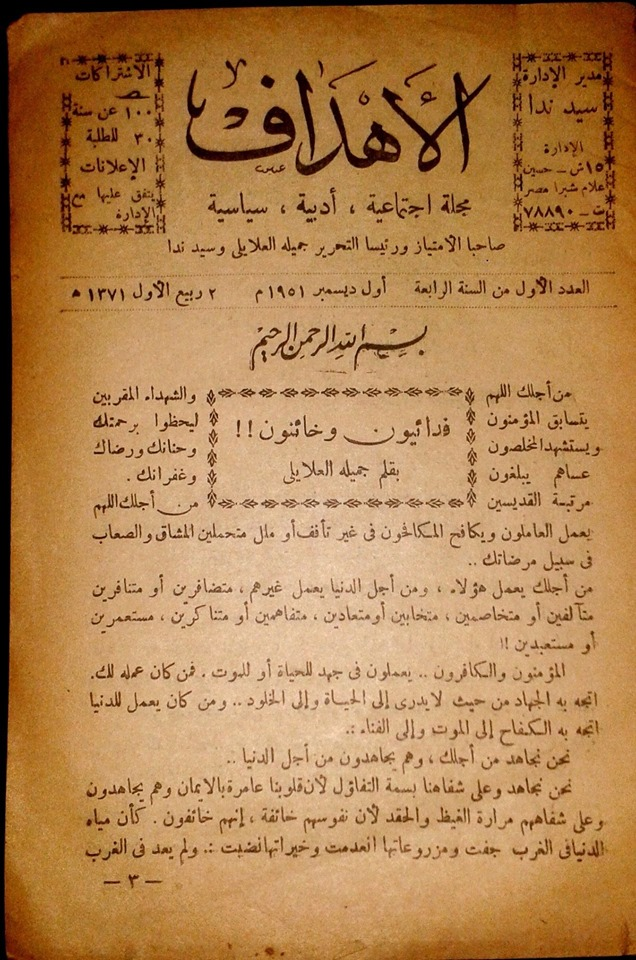